# Colus severinus
Colus severinus är en snäckart som först beskrevs av Dall 1919.  Colus severinus ingår i släktet Colus och familjen valthornssnäckor. Inga underarter finns listade i Catalogue of Life.